# Giải bóng đá Merdeka 1966
Giải bóng đá Merdeka năm 1966 là giải bóng lần thứ 10 của giải bóng đá Merdeka do Malaysia tổ chức. 10 đội đã tham gia và chức vô địch của giải đã thuộc về đội tuyển bóng đá Việt Nam Cộng hòa.

## Phân chia bảng đấu và vòng bảng
Tổng cộng có 10 đội chia làm 2 bảng đấu (mỗi bảng đấu gồm có 5 đội). Mỗi bảng đấu sẽ chọn ra 1 đội đứng thứ nhất ở mỗi bảng tranh giải nhất nhì chung cuộc và 1 đội đứng thứ nhì ở mỗi bảng sẽ tranh giải ba tư chung cuộc.

### Bảng A
| Tên đội           | Trận | T | H | B | Bt | Bb | Hs  | Đ | Xếp hạng |
| ----------------- | ---- | - | - | - | -- | -- | --- | - | -------- |
| Việt Nam Cộng Hòa | 4    | 3 | 0 | 1 | 7  | 2  | +5  | 6 | 1        |
| Ấn Độ             | 4    | 3 | 0 | 1 | 5  | 1  | +4  | 6 | 2        |
| Singapore         | 4    | 2 | 0 | 2 | 6  | 3  | +3  | 4 | 3        |
| Nhật Bản          | 4    | 2 | 0 | 2 | 6  | 7  | -1  | 4 | 4        |
| Đài Loan          | 4    | 0 | 0 | 4 | 3  | 13 | -10 | 0 | 5        |

Thời gian: ?/8/1966
Sân vận động: Merdeka, Kuala Lumpur
 Việt Nam Cộng hòa 2 - 1 Singapore 
Thời gian: ?/8/1966
Sân vận động: Merdeka, Kuala Lumpur
 Việt Nam Cộng hòa 2 - 0 Nhật Bản 
Thời gian: ?/8/1966
Sân vận động: Merdeka, Kuala Lumpur
 Việt Nam Cộng hòa 3 - 0 Đài Loan 
Thời gian: ?/8/1966
Sân vận động: Merdeka, Kuala Lumpur
 Singapore 0 - 1 Nhật Bản 
Thời gian: ?/8/1966
Sân vận động: Merdeka, Kuala Lumpur
 Singapore 4 - 1 Đài Loan 
Thời gian: ?/8/1966
Sân vận động: Merdeka, Kuala Lumpur
 Nhật Bản 5 - 2 Đài Loan 
Thời gian: 17/8/1966
Sân vận động: Merdeka, Kuala Lumpur
 Ấn Độ 1 - 0 Đài Loan 
Thời gian: 20/8/1966
Sân vận động: Merdeka, Kuala Lumpur
 Ấn Độ 3 - 0 Nhật Bản 
Thời gian: 23/8/1966
Sân vận động: Merdeka, Kuala Lumpur
 Ấn Độ 1 - 0 Việt Nam Cộng hòa 
Thời gian: 25/8/1966
Sân vận động: Merdeka, Kuala Lumpur
 Ấn Độ 0 - 1 Singapore 

### Bảng B
| Tên đội   | Trận | T | H | B | Bt | Bb | Hs | Đ | Xếp hạng |
| --------- | ---- | - | - | - | -- | -- | -- | - | -------- |
| Miến Điện | 4    | 3 | 1 | 0 | 7  | 0  | +7 | 7 | 1        |
| Hàn Quốc  | 4    | 3 | 0 | 1 | 5  | 4  | +1 | 6 | 2        |
| Malaysia  | 4    | 1 | 2 | 1 | 2  | 2  | 0  | 4 | 3        |
| Thái Lan  | 4    | 0 | 2 | 2 | 3  | 7  | -4 | 2 | 4        |
| Hồng Kông | 4    | 0 | 1 | 3 | 2  | 6  | -1 | 1 | 5        |

Thời gian: ?/8/1966
Sân vận động: Merdeka, Kuala Lumpur
 Miến Điện 2 - 0 Hàn Quốc 
Thời gian: ?/8/1966
Sân vận động: Merdeka, Kuala Lumpur
 Malaysia 0 - 0 Miến Điện 
Thời gian: ?/8/1966
Sân vận động: Merdeka, Kuala Lumpur
 Miến Điện 3 - 0 Thái Lan 
Thời gian: ?/8/1966
Sân vận động: Merdeka, Kuala Lumpur
 Miến Điện 2 - 0 Hồng Kông 
Thời gian: ?/9/1966
Sân vận động: Merdeka, Kuala Lumpur
 Malaysia 1 - 2 Hàn Quốc 
Thời gian: ?/9/1966
Sân vận động: Merdeka, Kuala Lumpur
 Hàn Quốc 2 - 1 Thái Lan 
Thời gian: ?/9/1966
Sân vận động: Merdeka, Kuala Lumpur
 Hàn Quốc 1 - 0 Hồng Kông 
Thời gian: ?/9/1966
Sân vận động: Merdeka, Kuala Lumpur
 Malaysia 1 - 0 Hồng Kông 
Thời gian: ?/9/1966
Sân vận động: Merdeka, Kuala Lumpur
 Thái Lan 2 - 2 Hồng Kông 

## Tranh hạng ba
Thời gian: 27/8/1966
Sân vận động: Merdeka, Kuala Lumpur
 Ấn Độ 1 - 0 Hàn Quốc 

## Tranh ngôi vô địch
Thời gian: ?/9/1966
Sân vận động: Merdeka, Kuala Lumpur
Người đến xem: Khoảng 30000 người
Trọng tài: Oei Poh Hwa (Malaysia)
 Việt Nam Cộng hòa 1 - 0 Miến Điện 

## Vô địch
| Vô địch Merdeka 1966 Việt Nam Cộng hòa Lần đầu tiên |